# Sveaborgs kyrka

Sveaborgs kyrka är en klassicistisk fyrkyrka på Sveaborg i Helsingfors.
Ursprungligen var kyrkan ortodox med ortodoxa takkupoler. Den byggdes mellan åren 1850 och 1854. Ritningarna var gjord av K. A. Thon redan på 1830-talet. När Finland fick självständighet blev kyrkan luthersk efter ritningar av arkitekterna E. Sjöström och J. Eklund. Vid ombyggnaden avlägsnades de fem lökkupolerna. Huvudtornet gjordes fyrkantigt och de fyra sidotornen togs bort.
Vid sidan av kyrkan, i en avskild stapel, finns kyrkklockan, gjuten i Moskva 1885. Klockan väger 6683 kilo och var den största i Finland. 
Kyrkan är i dag en av de populäraste vigselkyrkorna i Helsingfors. I kyrkan finns plats för 400 personer.
Orgeln är byggd av Kangasala orgelfabrik och invigdes 1964. Nya orgeln, byggd av Kögler från St. Florian i Österrike, monteras år 2021.

## Bildgalleri

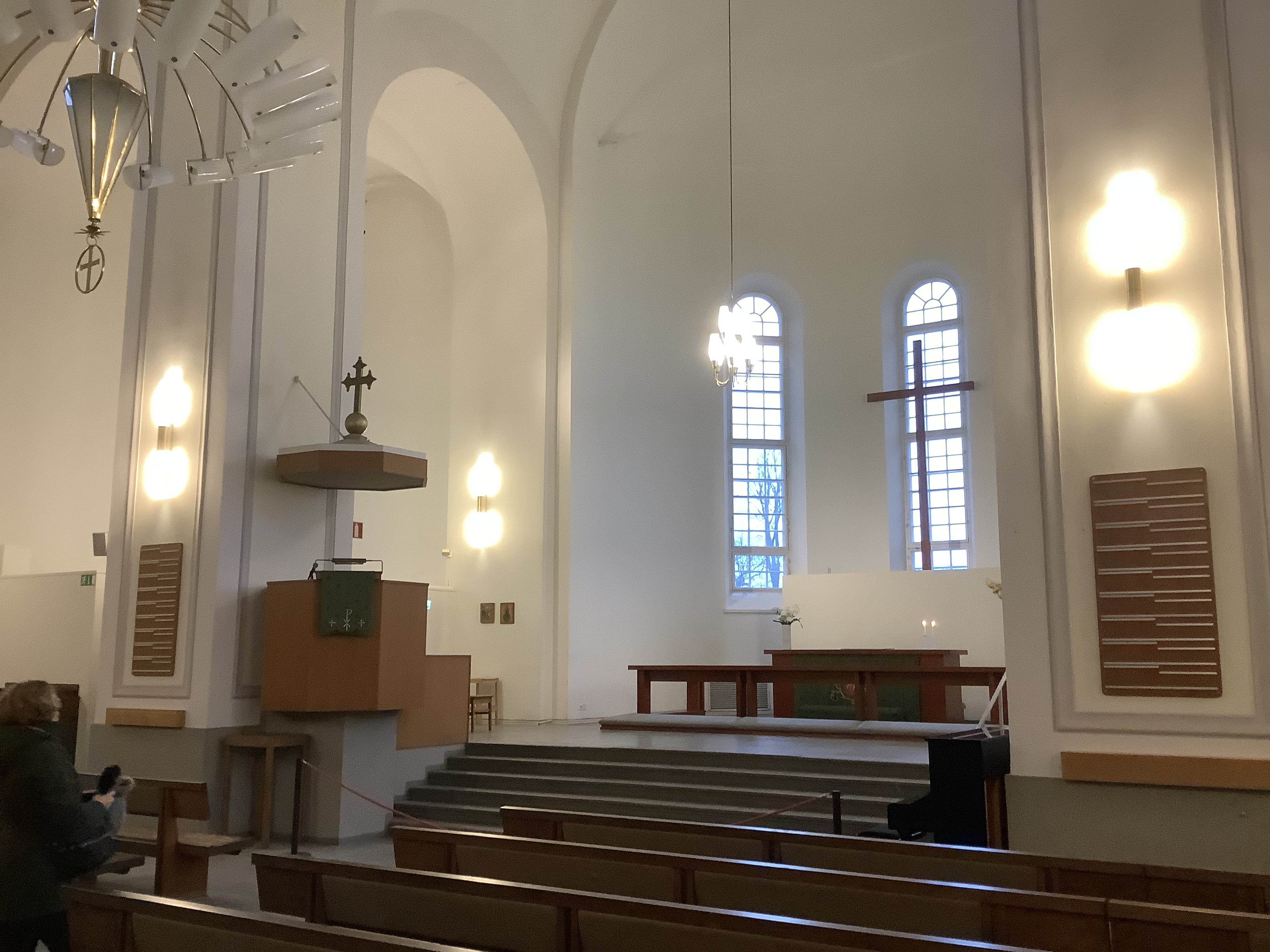
Interiör
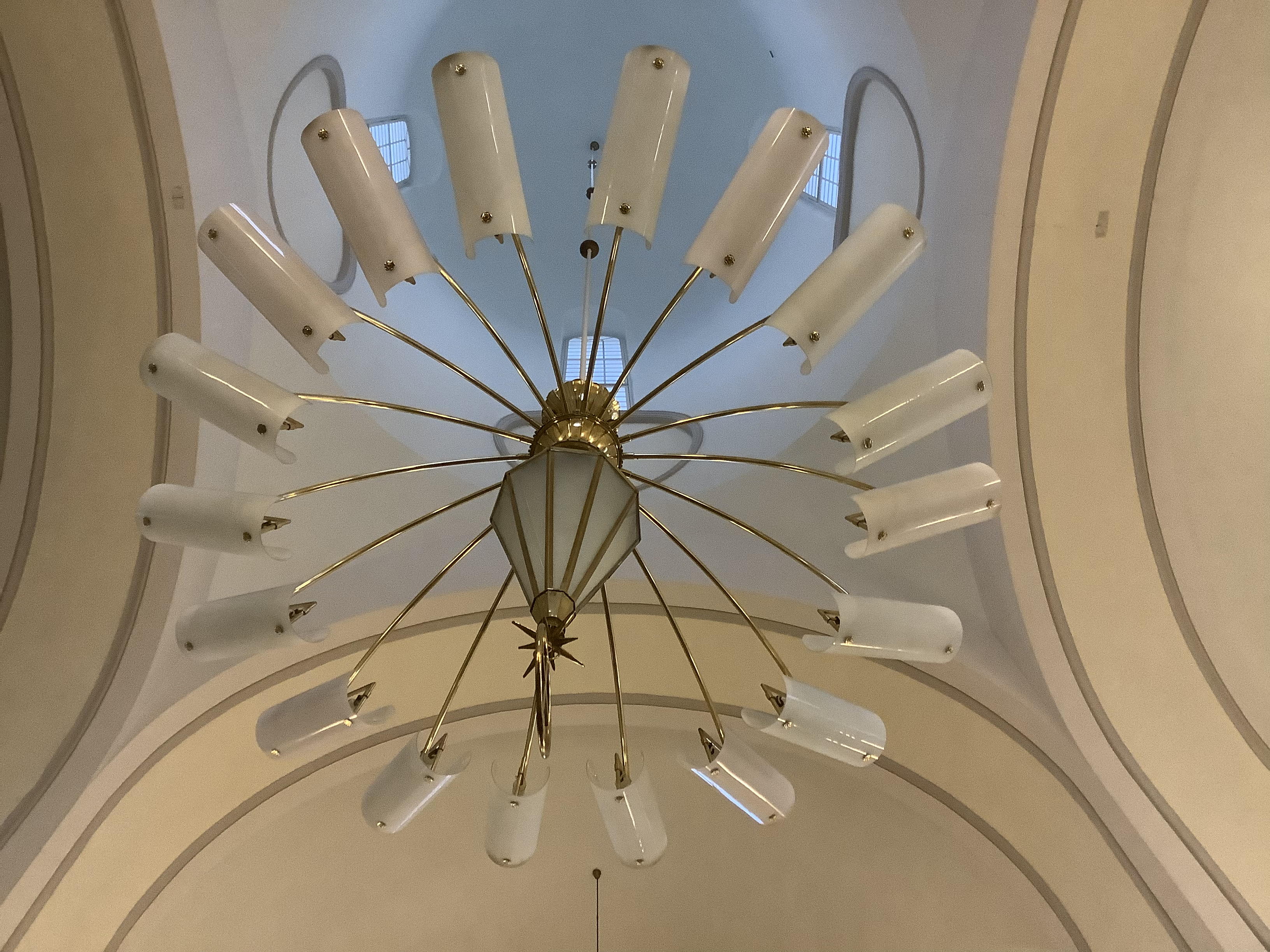
Takarmatur
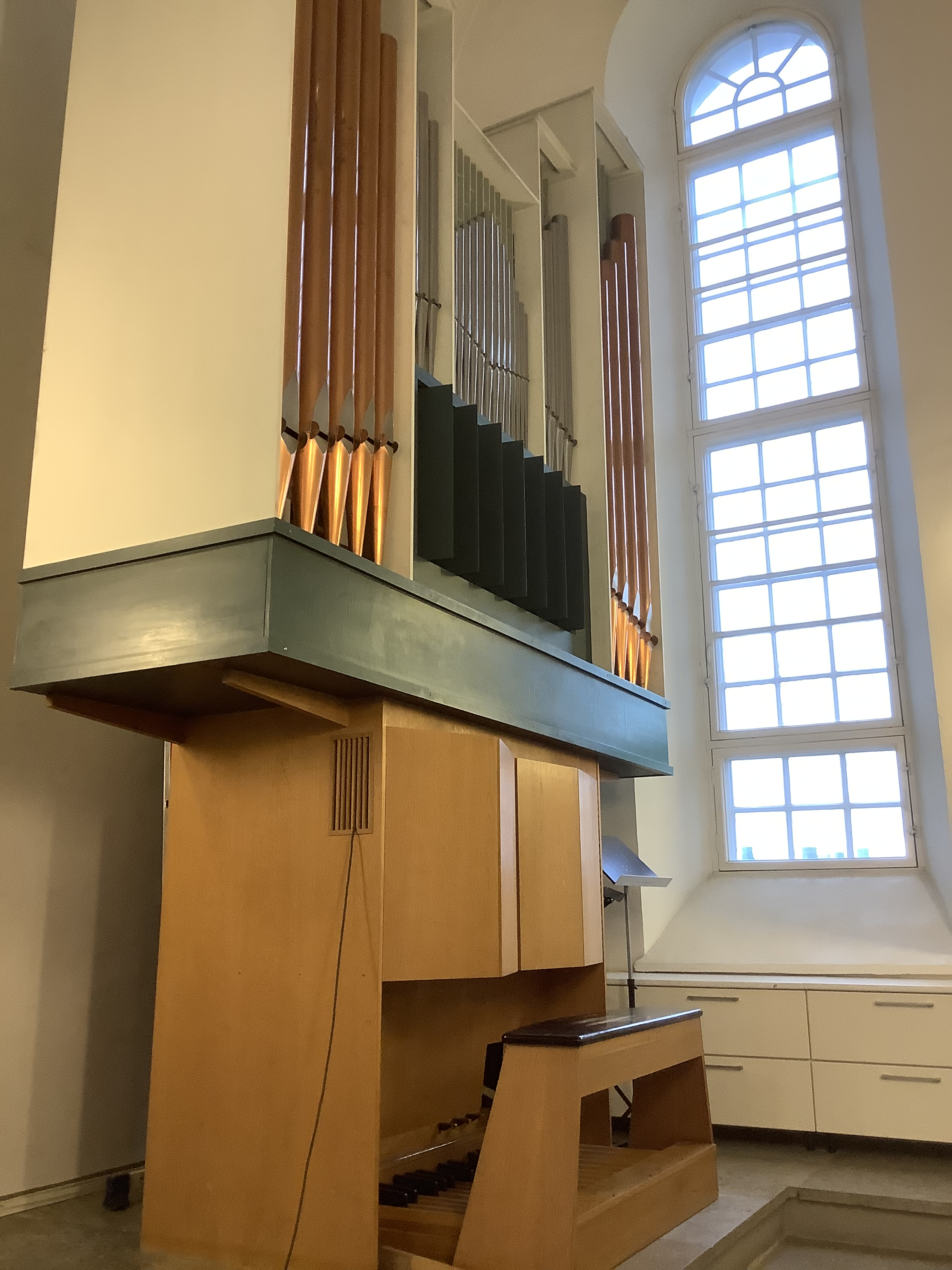
Orgel från Kangasala orgelfabrik, 1964